# Лука Хрисоверг
Лука Хрисоверг (грец. Λουκᾶς Χρυσοβέργης; ? — листопад 1169) — Патріарх Константинопольський у 1156–1169 роках, видатний церковний діяч Візантійської імперії, відомий своєю широкою церковно-законодательною діяльністю та участю у вирішенні богословських суперечок.

## Життєпис

### Ранні роки
Точні дата та місце народження Луки Хрисоверга невідомі. Відомо, що до обрання на патріарший престол він вів чернече життя і був іноком, здобувши репутацію благочестивого монаха. Його духовна підготовка та освіченість сприяли його піднесенню до високого церковного сану.

### Патріаршество (1156–1169)
Лука Хрисоверг став Патріархом Константинопольським у серпні чи жовтні 1157 року і обіймав цю посаду до своєї смерті в листопаді 1169 або січні 1170 року. Його правління відзначилося активною церковною діяльністю, спрямованою на зміцнення дисципліни серед духовенства та вирішення богословських питань.

### Церковно-законодавча діяльність
Лука Хрисоверг скликав кілька церковних соборів у Константинополі, які ухвалили важливі постанови, що збереглися до нашого часу. Ці собори мали на меті виправлення недоліків у становищі кліриків та врегулювання церковного життя. Зокрема, за його ініціативи було заборонено клірикам займатися світськими справами, такими як управління маєтками, служба в магістратурах, збирання податків, адвокатська чи медична практика, а також утримання бань, питних закладів чи публічних будинків. Ці заходи були спрямовані на підвищення моральності духовенства та зміцнення авторитету церкви.

#### Богословські суперечки
Під час патріаршества Луки Хрисоверга виникли значні богословські дискусії. Однією з них була суперечка 1156–1157 років щодо питання, чи Христос приніс себе в жертву за гріхи світу лише Отцю і Святому Духу, чи також Логосу (тобто самому собі). У 1157 році Константинопольський собор під головуванням Луки ухвалив компромісну формулу, яка стверджувала, що Слово, що стало плоттю, принесло подвійну жертву Святій Трійці. Ця постанова була прийнята попри опір Сотериха Пантевгена, обраного патріарха Антіохійського.
Інша важлива дискусія стосувалася відносин між Сином і Отцем у Святій Трійці. Ця проблема виникла через тлумачення Деметрієм з Лампі (Фригія) євангельських уривків, що спричинило богословські дебати. Лука Хрисоверг відіграв ключову роль у врегулюванні цих питань, зберігаючи єдність церкви.

### Смерть
Лука Хрисоверг помер у листопаді 1169 року (за іншими джерелами — у січні 1170 року) в Константинополі. Його діяльність залишила помітний слід в історії Константинопольського патріархату.

## Спадщина
Лука Хрисоверг вважається одним із найактивніших патріархів XII століття завдяки своїм реформам і богословській діяльності. Його зусилля щодо зміцнення церковної дисципліни та вирішення догматичних суперечок сприяли стабільності православної церкви в період політичних і соціальних викликів Візантійської імперії. Постанови соборів, скликаних за його правління, стали важливим джерелом для вивчення церковного права та богослов’я того часу.